# Inese Jursone
Inese Jursone (Limbaži, 13 november 1981) is een beachvolleyballer uit Letland. Met Inguna Minusa werd ze in 2009 Europees kampioen.

## Carrière
Jursone speelde in 2000 met Inga Vetra in Berlijn haar eerste toernooi in de FIVB World Tour. Van 2005 tot en met 2012 vormde ze vervolgens een team met Minusa. Het eerste seizoen namen ze deel aan acht toernooien in de mondiale competitie waarbij ze niet verder kwamen dan twee vijf-en-twintigste plaatsen. Het jaar daarop waren ze actief op acht internationale toernooien met twee negende plaatsen als beste resultaat (Warschau en Acapulco). Bij de Europese kampioenschappen in Den Haag verloor het duo in de tweede ronde van Vassiliki Arvaniti en Vasso Karadassiou, waarna het in de herkansing werd uitgeschakeld door het Tsjechische tweetal Šárka Nakládalová en Tereza Tobiášová. In 2007 namen Jursone en Minusa deel aan de wereldkampioenschappen in Gstaad; ze bereikten de zestiende finale waar ze werden uitgeschakeld door Tian Jia en Wang Jie uit China. Bij de EK in Valencia eindigden ze als negende nadat ze in derde ronde en herkansing achtereenvolgens verloren van het Duitse duo Helke Claasen en Antje Röder en het Nederlandse tweetal Marleen van Iersel en Marloes Wesselink. In de World Tour kwamen ze in elf wedstrijden tot vier dertiende plaatsen. 
Het jaar daarop namen Jursone en Minusa deel aan dertien FIVB-toernooien met een vijfde plaats in Klagenfurt als beste resultaat. Bij de EK in Hamburg verloren ze hun tweede wedstrijd van Susanne Glesnes en Kathrine Maaseide uit Noorwegen, waarna ze in de herkansing werden uitgeschakeld door het Oostenrijkse tweetal Sara Montagnolli en Sabine Swoboda. In 2009 strandde het duo bij de WK in Stavanger opnieuw in de zestiende finale; ditmaal waren de Belgischen Liesbet Van Breedam en Liesbeth Mouha te sterk. Bij negen toernooien in de mondiale competitie kwamen ze niet verder dan een dertiende plaats in Shanghai. Jursone en Minusa sloten het seizoen af met het behalen van de Europese titel in Sotsji ten koste van de Duitse titelverdedigers Sara Goller en Laura Ludwig. Het daaropvolgende seizoen eindigden ze bij de EK in Berlijn als vijfde nadat de kwartfinale verloren werd van de Finse tweeling Emilia en Erika Nyström. In de World Tour waren twee zeventiende plaatsen het beste resultaat.
In 2011 strandde het duo bij de WK in Rome na drie verloren partijen in de groepsfase en bij de EK in Kristiansand in de tussenronde tegen het Duitse tweetal Rieke Brink-Abeler en Melanie Gernert. Bij negen FIVB-toernooien kwamen ze niet verder dan een vijf-en-twintigste plek in Phuket. Het daaropvolgende seizoen speelden Jursone en Minusa drie wedstrijden in de World Tour en namen ze deel aan de EK in Scheveningen – waar ze niet voorbij de groepsfase kwamen. Van 2014 tot en met 2021 speelde Jursone met verschillende partners – waaronder Tina Graudina – voornamelijk in de Europese en Letse competitie. Met Ance Auzina deed ze in 2017 verder mee aan de EK in eigen land.

## Palmares
Kampioenschappen
- 2009:  EK